# برسنیتسا (بوسیلگراد)
برسنیتسا (به صربی: Bresnica) یک منطقهٔ مسکونی در صربستان است که در بوسیلگراد واقع شده‌است. برسنیتسا ۷۷ نفر جمعیت دارد.